# Werner Schmidt (Diplomat)
Werner Schmidt (auch Werner Schmidt-Pretoria; * 26. September 1902 in Erfurt; † 1978 in Lans (Tirol)) war in der Zeit des Nationalsozialismus ein deutscher Legationsrat und Verfasser rassistischer Schriften zu Südafrika. Nach dem Zweiten Weltkrieg wirkte er als Privatgelehrter und Autor von Büchern zu Ländern im Süden Afrikas.

## Leben

### Beruflicher Werdegang
Werner Schmidt war der Sohn des Oberinspektors und Generalagenten Friedrich Schmidt und dessen Ehefrau Emma, geborene Jödecke. Er besuchte das Realgymnasium in Erfurt, erwarb dort 1920 das Abitur und absolvierte anschließend ein Lehramtsstudium an der Pädagogischen Akademie in Erfurt und der Universität Jena, das er 1925 mit dem Staatsexamen abschloss. Von 1925 bis 1932 arbeitete er in der Schulabteilung des Regierungspräsidiums des Regierungsbezirks Erfurt der preußischen Provinz Sachsen in Erfurt. Währenddessen war er im Auftrag des Auswärtigen Amtes von 1928 bis 1932 in Südwestafrika und fertigte einen Bericht über die Bedingungen der deutschen Schulerziehung dort an. Zugleich arbeitete er als Hauslehrer an der deutschen Farmschule Klein-Gandern bei Keetmanshoop und anschließend von 1932 an als Lektor am Technical College in Pretoria.

### Karriere im Nationalsozialismus
Zum 1. Mai 1934 trat Schmidt in die NSDAP ein und studierte von 1935 bis 1936 Geschichte und Staatskunde in Pretoria. Im Februar 1937 wurde er Gaustellenleiter im Kulturamt der Auslandsorganisation der NSDAP (NSDAP/AO). Im Zuge eines Programms der Afrikaans-Deutschen-Kulturvereinigung (ADK) fand ein intensiver Austausch von Wissenschaftlern und Studenten sowie „Kulturaustausch“ zwischen Deutschem Reich und Südafrika statt, in dessen Rahmen auch Schmidts Schriften von Belang waren. Schmidts darin verbreitete rassistische Thesen lassen sich dem Historiker Albrecht Hagemann zufolge so charakterisieren, dass er „eine spezifische Blutsverwandtschaft zwischen Afrikaanern und Deutschen aufgrund sog. Blutanteilsforschungen erkannt haben wollte und daraus ein gewisses Mitspracherecht des ‚Dritten Reiches‘ hinsichtlich der politischen Zukunft Südafrikas ableitete“. Schmidt behauptete eine „rassische Stammverwandtschaft“ von Deutschen und Buren und forderte 1937, wo „immer aber deutsches Blut und deutsche Arbeit in ein fremdes Schicksal hineinverwoben sind, ist die Anteilnahme des deutschen Volkes an der Fortentwicklung jener Gemeinschaft gegeben“. In seinem Hauptwerk Der Kulturanteil des Deutschtums am Aufbau des Burenvolkes, das er seinem Gauleiter, dem Chef der NSDAP/AO Ernst Wilhelm Bohle als „Garanten eines im Dritten Reich verankerten Auslandsdeutschtum[s]“ widmete, versuchte Schmidt 1938, den von ihm behaupteten erheblichen deutschen „Blutsanteil“ an den Afrikaanern herauszuarbeiten, den er schon 1937 als dem „holländischen“ Anteil gleichkommend und den französischen „Blutsanteil“ um ein Vielfaches übertreffend beziffert hatte.
Am 3. März 1938 wurde Schmidt als Legationssekretär in das Auswärtige Amt eingestellt, in dessen Kulturpolitischer Abteilung er im Referat W für allgemeine wissenschaftliche Beziehungen zum Ausland arbeitete, ehe er am 1. Juni 1938 die Leitung des Referats für deutsche Spracherwerbung im Ausland übernahm. Am 3. Februar 1940 wechselte er in die Nachrichten- und Presseabteilung des AA, wo er einen Sonderauftrag im Rahmen der Überwachung der Auslandspresse innehatte. Am 1. Oktober 1942 trat er als SS-Untersturmführer in die SS ein, absolvierte 1943 Militärdienst in der Waffen-SS und wurde am 23. August 1944 zum Legationsrat ernannt. In einem Kartenwerk von 1943, das der Illustrierung der deutschen Kolonialexpansion bis zur geplanten „deutschen Neuordnung Afrikas als Rohstoffergänzungsgebiet des neuen Europa“ diente und an seine Schriften Ende der 1930er Jahre anknüpfte, bezeichnete Schmidt den „deutsche[n] Blutsanteil am burischen Volkskörper“ mit „33 %“. Während seiner Tätigkeit in der Nachrichtenabteilung des AA übernahm Schmidt ab 1941 einen Lehrauftrag für britische Politik an der Auslandswissenschaftlichen Fakultät der Friedrich-Wilhelms-Universität Berlin, wo er am 21. Juni 1941 promovierte und sich im März 1944 habilitierte. Schmidts Studie Deutsche Wanderung nach Südafrika im 19. Jahrhundert, mit der er sich habilitierte, basierte auf der „fremde[n] Leistung“ einer unveröffentlichten Dissertation des südafrikanischen Buren E. Schnell über Deutsche Einwanderer am Kap.

### Nach dem Krieg
Nach dem Krieg arbeitete Schmidt als Privatgelehrter. Seine Habilitationsschrift aus dem Jahre 1944 wurde mit Unterstützung durch die Deutsche Forschungsgemeinschaft 1955 publiziert. Zunächst mit Wohnsitz in München, später in Tirol, veröffentlichte er anschließend eine Reihe von Büchern zu südafrikanischen Ländern. Diese erschienen von 1958 bis 1970 in der von der bis 1978 bestehenden Deutschen Afrika-Gesellschaft herausgegebenen Reihe Die Länder Afrikas, die laut einem Bericht des Nachrichtenmagazins Der Spiegel bis 1970 „fest in der Hand politisch unproblematischer Männer“ war, bevor sie sich politisch eher linksorientiert ausrichtete und ihre finanziellen Zuschüsse durch das Auswärtige Amt verlor.

## Schriften (Auswahl)
- Der Deutsche Verein zu Pretoria. Eine Skizze seiner Geschichte von 1888 bis 1933. Pretoria 1933.
- Südafrika gestern und heute. Enke, Stuttgart 1937.
- Der Kulturanteil des Deutschtums am Aufbau des Burenvolkes. Hahnsche Buchhandlung, Hannover 1938.
- Deutschlands kolonialer Ehrenschild. Kartenspiegel deutscher Kolonialarbeit. Dietrich Reimer, Berlin 1941.
- Ein Präsident. Der Roman Paul Krügers. Dietrich Reimer, Berlin 1942
- Deutsche Wanderung nach Südafrika im 19. Jahrhundert. Dietrich Reimer, Berlin 1955. (= Habilitationsschrift, Auslandswissenschaftliche Fakultät der Friedrich-Wilhelms-Universität Berlin, 1944)
- Südafrikanische Union. Schroeder, Bonn 1958 (= Die Länder Afrikas; Bd. 4; herausgegeben von der Deutschen Afrika-Gesellschaft).
- Föderation von Rhodesien und Nyassaland. Schroeder, Bonn 1959 (= Die Länder Afrikas; Bd. 16; herausgegeben von der Deutschen Afrika-Gesellschaft).
- Zambia. Schroeder, Bonn 1965 (= Die Länder Afrikas; Bd. 31; herausgegeben von der Deutschen Afrika-Gesellschaft).
- Rhodesien. Schroeder, Bonn 1970 (= Die Länder Afrikas; Bd. 40; herausgegeben von der Deutschen Afrika-Gesellschaft).
- Lobengula. Schwarze Herrscher, weisse Millionäre. Sachroman. Stocker, Graz 1970.